# El Capulín de Chávez
El Capulín de Chávez är en ort i Mexiko.   Den ligger i kommunen Jesús María och delstaten Jalisco, i den centrala delen av landet, 300 km väster om huvudstaden Mexico City. El Capulín de Chávez ligger 2 178 meter över havet och antalet invånare är 198.
Terrängen runt El Capulín de Chávez är platt åt nordost, men åt sydväst är den kuperad. Runt El Capulín de Chávez är det ganska glesbefolkat, med 28 invånare per kvadratkilometer. Närmaste större samhälle är Arandas, 15,5 km väster om El Capulín de Chávez. I omgivningarna runt El Capulín de Chávez växer huvudsakligen savannskog.